# Ретейл-дизайн
Ретейл-дизайн (розничный дизайн) — отрасль дизайна, область художественно-технической деятельности, целью которой является оптимальное сочетание дизайна, проектирование торговой площади, размещение рекламы и расстановка продукции для повышения продаж.
Ретейл-дизайн является специализированной отраслью. Поскольку первичная цель торговой точки состоит в снабжении и продаже продукта/услуги потребителю, помещение должно быть разработано в таком виде, чтобы посетителю пребывание в нём доставляло удовольствие, развлекало и было незаметным по времени. Пространство должно быть специально сделано под продукцию, которая в нём продается. К примеру, книжный магазин требует большого количества полок и стеллажей для размещения продукции небольших габаритов, в то время как магазин одежды требует больше открытого пространства для презентации её во всю длину.
Торговая площадь, особенно когда она являются частью розничной сети, должна быть разработана так, чтобы привлекать к себе внимание посетителей, вовлекать в процесс продажи, стимулировать к покупкам.  К примеру, использование электронной/динамической витрины в магазине, может воздействовать как рекламный щит. Для осуществления одной из целей ретейл-дизайна, в магазине должна быть определяющая методика продажи в магазине. Эта методика называется мерчендайзинг. Мерчандайзинг призван определять набор товаров, продаваемых в розничном магазине способы их выкладки, и цены.
Часто в дизайне входной группы (фасада) используют большие окна, которые позволяют покупателям видеть магазин изнутри и его продукцию.
История ретейл-дизайна берет свои корни в 1820 году, когда в Великобритании был открыт первый розничный магазин.